# Nicolò Zeno (1928)
Nicolò Zeno – włoski niszczyciel z okresu międzywojennego i II wojny światowej, należący do typu Navigatori. Wodowany w 1928 roku, wszedł do służby w marynarce włoskiej Regia Marina w 1930 roku. Otrzymał imię XIV-wiecznego żeglarza Nicolò Zeno. Nosił litery burtowe ZE. Służył podczas wojny na Morzu Śródziemnym; został samozatopiony 9 września 1943 roku w La Spezii.
Uzbrojenie główne stanowiło 6 armat kalibru 120 mm i 4 wyrzutnie torped. Wyporność standardowa wynosiła początkowo 1900 ton, a ostatecznie 2125 ton. Napęd stanowiły turbiny parowe, prędkość wahała się od ponad 38 węzłów na początku służby do 28 węzłów po modernizacji.

## Budowa
„Nicolò Zeno” należał do dwunastu włoskich wielkich niszczycieli typu Navigatori, nazwanego tak z powodu noszenia przez okręty imion włoskich żeglarzy. Zostały one zaprojektowane jako okręty o silnym uzbrojeniu artyleryjskim i wysokiej prędkości, aby przeciwstawić się wielkim niszczycielom francuskim. Zamówienie zostało złożone w 1926 roku. „Nicolò Zeno” był zbudowany w stoczni Cantieri Navali del Quarnaro (CNQ) we Fiume (obecnie Rijeka), w której powstało najwięcej okrętów tego typu (cztery). Cena kontraktowa bez uzbrojenia wynosiła 20,65 mln. lirów. Wszystkie okręty zostały wciągnięte na listę floty dekretem królewskim z 23 czerwca 1927 roku, klasyfikowane wówczas jako niszczyciele, a 19 lipca 1929 roku przeklasyfikowano je na „zwiadowców” (wł. esploratori). 5 września 1938 roku okręty typu Navigatori przeklasyfikowano z powrotem na niszczyciele.
Stępkę pod budowę „Nicolò Zeno” położono 5 czerwca 1927 roku. Otrzymał imię na cześć XIV-wiecznego włoskiego żeglarza, badacza Atlantyku Nicolò Zeno. Równolegle budowano w tej stoczni „Giovanni da Verrazzano”, a po nich jeszcze „Antonio Pigafetta”  i „Alvise da Mosto”. Wodowano go 12 sierpnia 1928 roku. Przyjęcie przez marynarkę opóźniło się z powodu usterek turbin i do służby okręt wcielono 27 maja 1930 roku (według innych źródeł, 27 marca). W 1938 roku okręt otrzymał znak burtowy: ZE, od skrótu nazwy. Dewizą okrętu było: Piu oltre (z wł. jeszcze więcej).

## Opis

### Skrócony opis konstrukcji

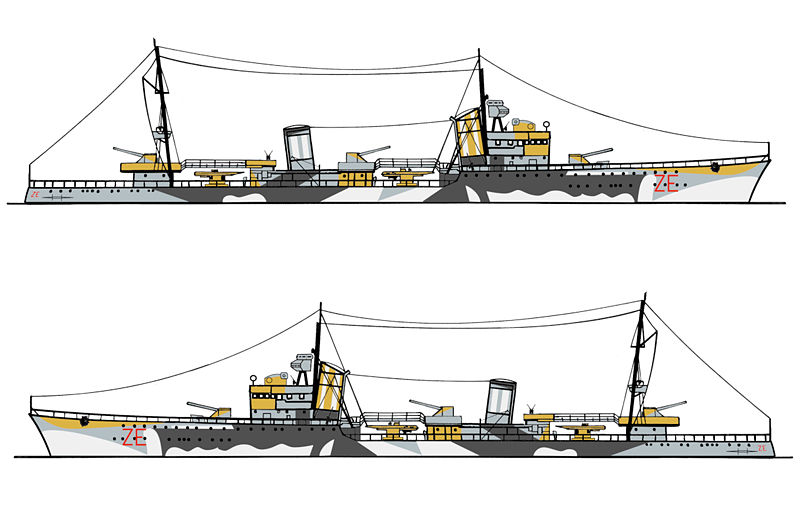
Sylwetka w eksperymentalnym kamuflażu Claudus z końca 1941 roku

Niszczyciele typu Navigatori miały stalowy kadłub z podwyższonym pokładem dziobowym. Sylwetka okrętów wyróżniała się dwoma szeroko rozstawionymi pochylonymi kominami, na skutek zastosowania naprzemiennego układu przedziałów siłowni, w celu zwiększenia odporności na uszkodzenia. Wyporność standardowa pierwotnie wynosiła 1900 ton, a pełna 2599 ton. Długość całkowita pierwotnie wynosiła 107,28 m, szerokość 10,2 m, a zanurzenie 3,51 m przy wyporności standardowej i 4,35 m przy wyporności pełnej. W 1940 roku okręt został poddany modernizacji (drugiej) w celu polepszenia stateczności, jak większość niszczycieli tego typu. Wyporność standardowa po modernizacji wynosiła 2125 ton, a pełna 2880 ton. Długość kadłuba wzrosła do 108,9 m, a szerokość do 11,2 m.
Załoga etatowo składała się początkowo ze 173 osób, w tym 9 oficerów, a do początku II wojny światowej wzrosła do 224 osób, w tym 12 oficerów. Pod koniec wojny załoga liczyła do 280 osób.
Okręty były napędzane przez dwa zespoły turbin parowych z przekładniami, zasilane przez cztery kotły wodnorurkowe o ciśnieniu roboczym 22 atmosfer, poruszające dwie trzyłopatowe śruby. Podobnie jak pozostałe okręty budowy stoczni CNQ, „Nicolò Zeno” otrzymał turbiny akcyjne systemu Beluzzo oraz kotły typu Yarrow i śruby o średnicy 3,56 m. Moc projektowa wynosiła 55 000 KM. Na próbach 4 lipca 1931 roku „Nicolò Zeno” rozwinął moc 65 460 KM. Projektowa prędkość maksymalna wynosiła 38 węzłów. Na próbach sześciogodzinnych „Nicolò Zeno” osiągnął w stanie lekkim prędkość średnią 39,166 w (przy wyporności 2064 ton). Typowo okręty tego typu rozwijały jednak w realnych warunkach służby prędkość do 33–36 węzłów. Po drugiej modernizacji prędkość spadła natomiast do około 28 węzłów przy pełnej wyporności.
Po pierwszej modernizacji w 1930 roku pełny zapas paliwa wynosił 460 ton. Po drugiej modernizacji zwiększono normalny zapas do 560 ton, a pełny do 680 ton. Zasięg według pierwotnego projektu miał wynosić 3800 mil morskich przy prędkości 18 węzłów, lecz po modernizacji się zmniejszył. Po drugiej modernizacji zasięg wzrósł do 5000 mil przy prędkości 18 węzłów lub 1200 mil przy 28 węzłach.

### Uzbrojenie i jego zmiany
Główną artylerię stanowiło sześć armat kalibru 120 mm Ansaldo model 1926 o długości lufy 50 kalibrów (L/50) umieszczonych na trzech dwudziałowych podstawach. Podwójne stanowiska dział z maskami ochronnymi umieszczone były: na pokładzie dziobowym i na niskich nadbudówkach przed drugim kominem i na rufie. Kąt podniesienia lufy wynosił od -10° do +45° i umożliwiał też strzelanie amunicją burzącą z zapalnikiem czasowym do nisko lecących samolotów. Działa strzelały pociskami o masie 23,15 kg z prędkością początkową 920 m/s na odległość do 19 600 m. Amunicja była łuskowa rozdzielnego ładowania. Szybkostrzelność wynosiła do 6–7 strzałów/min. Zapas amunicji wynosił etatowo 1200 pocisków bojowych (408 przeciwpancernych, 672 burzące i 120 zapalających) oraz 100 oświetlających – przy czym można było zabrać do komór 250 pocisków więcej.
Uzbrojenie przeciwlotnicze początkowo stanowiły dwa działka automatyczne kalibru 40 mm Vickers-Terni model 1917 o długości lufy L/39, umieszczone na burtach na tylnych końcach pokładu dziobowego. Ich zapas amunicji wynosił 3000 nabojów. Uzupełniały je dwa podwójnie sprzężone karabiny maszynowe kalibru 13,2 mm Breda na skrzydłach mostka, z zapasem 3000 nabojów. W latach 1933–34 montowano dwa dalsze podwójnie sprzężone km-y na platformie za drugim kominem, po bokach dalmierza. Pod koniec 1941 roku na niszczycielach tego typu zamieniono działka kalibru 40 mm i karabiny maszynowe na siedem pojedynczych działek automatycznych 20 mm Breda model 1935 L/65. Pod koniec 1942 roku na miejscu rufowego aparatu torpedowego „Nicolò Zeno” otrzymał platformę z dwoma działkami przeciwlotniczymi kalibru 37 mm Breda model 1939 L/54 z zapasem 3060 nabojów.
Uzbrojenie torpedowe stanowiło pierwotnie sześć wyrzutni torpedowych kalibru 533 mm w dwóch potrójnych aparatach torpedowych. Z uwagi jednak na ograniczoną dostępność nowych torped, w środkowych wyrzutniach stosowano wkładki kalibru 450 mm i etatowy zapas obejmował początkowo cztery torpedy kalibru 533 mm i dwie kalibru 450 mm. W latach 1932–33 środkowe wyrzutnie jednak zdemontowano dla polepszenia stateczności, pozostawiając cztery wyrzutnie torped 533 mm. W 1942 roku rufowy aparat torpedowy na „Nicolò Zeno” został zdemontowany w celu montażu działek przeciwlotniczych i pozostawiono dwie wyrzutnie torped.
Okręty początkowo przenosiły po 14 bomb głębinowych na dwóch zrzutniach na rufie, w tym cztery duże bomby o masie 100 kg i 10 małych o masie 50 kg. Podczas II wojny światowej stosowano także niemieckie bomby głębinowe oraz montowano na okrętach tego typu dwa lub cztery niemieckie miotacze bomb głębinowych i zwiększano zapas bomb do ok. 40. W 1931 roku okręty otrzymały holowane torpedy przeciw okrętom podwodnym Ginocchio model 1927/46T, wodowane za pomocą żurawika w części rufowej. „Nicolò Zeno” jak wszystkie oprócz jednego okręty typu był wyposażony w tory minowe na pokładzie, na których można było zabierać do 56 min kotwicznych. W 1941 roku tory minowe na okręcie wydłużono i można było zabierać na nich od 86 do 104 min zależnie od typu, także niemieckich, albo 110 ochraniaczy zagród minowych.

### Wyposażenie
Od pierwszej modernizacji w 1930 roku zaraz po wejściu do służby „Nicolò Zeno” na dachu nadbudówki dziobowej miał standardowy dla okrętów tego typu dalocelownik z dwoma dalmierzami optycznymi o bazie 3 m. Na platformie przed masztem znajdował się inklinometr służący do oceny kąta kursowego celu. Trzeci 3-metrowy dalmierz, służący do strzelań torpedowych oraz rezerwowy dla artylerii, był w zakrytej wieży na platformie nadbudówki za kominem rufowym. Dalmierz ten był zdemontowany w 1941 roku przy instalacji działek kalibru 20 mm.
Okręty miały jeden reflektor średnicy 90 cm na maszcie rufowym. W skład wyposażenia wchodziła aparatura w kominach do stawiania zasłony dymnej (czarnej albo białej). W 1940 roku okręty wyposażono w trały kontaktowe na rufie, o szerokości trałowania 200 m. W październiku 1942 roku „Nicolò Zeno” został wyposażony w stację hydrolokacyjną, natomiast nie posiadał radaru.

### Malowanie

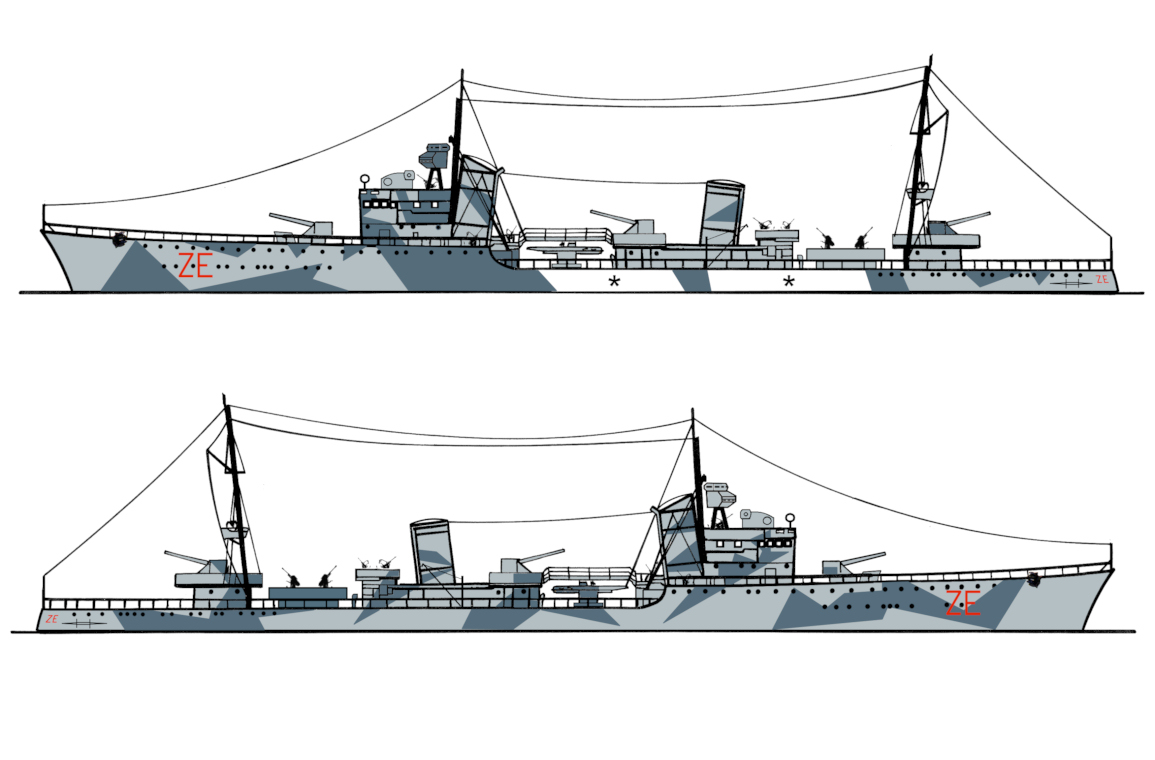
Sylwetka w standardowym kamuflażu z 1943 roku

Początkowo okręty włoskie były malowane w części nadwodnej na kolor jasnoszary z ciemnoszarym pokładem. W październiku 1941 roku „Nicolò Zeno” został jako pierwszy niszczyciel tego typu przemalowany na barwy kamuflujące – był to czterokolorowy eksperymentalny kamuflaż Claudus, opracowany przez malarza marynistę Rodolfa Claudusa (brudnobiało-ciemnoszaroniebiesko-jasnoochrowo-czarny). W 1942 roku przemalowano go na standardowy w tym czasie wzór kamuflujący: ostre kontrastowe ciemnoszare plamy na popielatoszarym podkładzie, z elementami brudnobiałymi.

## Służba

### Okres międzywojenny
Okręt wcielono do służby w Regia Marina 27 maja 1930 roku. Już między 29 lipca a 7 października 1930 roku poddano go w La Spezii pierwszej modernizacji, polegającej m.in. na obniżeniu nadbudówki i ograniczeniu zapasu paliwa dla poprawy stateczności. Przy tym wymieniono wadliwe wirniki turbin na innej konstrukcji. „Nicolò Zeno” nie wziął udziału w operacji zabezpieczenia grupowego przelotu transatlantyckiego 12 wodnosamolotów gen. Italo Balbo do Brazylii na przełomie 1930 i 1931 roku z powodu problemów z turbinami. W sierpniu 1931 roku został przejściowo okrętem flagowym dywizji zwiadowczej. 4 października 1931 roku okręt otrzymał w Wenecji banderę bojową. Na początku 1936 roku był przejściowo przydzielony do akademii marynarki wojennej w Livorno dla praktyk morskich.
Podczas hiszpańskiej wojny domowej „Nicolò Zeno” kilkakrotnie pełnił służbę na wodach Hiszpanii, wspierając nacjonalistów. Raz między 1937 a 1939 rokiem konwojował statki z Włoch z zaopatrzeniem dla włoskich wojsk interwencyjnych (CTV), ponadto w czerwcu 1937 roku konwojował przez Cieśninę Gibraltarską statek „Madda” atakowany przez lotnictwo republikańskie. Po przeklasyfikowaniu na niszczyciel we wrześniu 1938 roku, został przydzielony do 15. dywizjonu niszczycieli (squadriglia). Od maja do grudnia 1939 roku wraz z dywizjonem bazował na Leros w Dodekanezie i operował na Morzu Egejskim.

### II wojna światowa

#### 1940 rok
Między 2 grudnia 1939 roku a 30 kwietnia 1940 roku przeszedł drugą modernizację. W chwili przystąpienia Włoch do II wojny światowej wchodził nadal w skład 15. dywizjonu niszczycieli, podporządkowanego 1. Eskadrze w Tarencie, wraz z „Alvise da Mosto”, „Antonio Pigafetta” i „Giovanni da Verrazzano”. Wraz z „Pigafettą” wziął udział w początkowej fazie pierwszej bitwy morskiej koło przylądka Stilo, lecz oba niszczyciele zostały już 9 lipca rano odesłane do bazy w celu uzupełnienia paliwa i nie brały aktywnego udziału w bitwie (pozostałe dwa okręty dywizjonu przebywały wówczas jeszcze w stoczni). Między 27 lipca a 1 sierpnia 1940 roku „Nicolò Zeno” wchodził w skład zespołu dalszej osłony trzech konwojów do Libii, które doszły bez strat (operacja TVL). W nocy 6 sierpnia „Zeno” i „Pigafetta” z dwoma krążownikami postawiły 394 miny zagrody minowej 7.AN koło Pantellerii, na której pół roku później został uszkodzony brytyjski niszczyciel HMS „Gallant” (10 stycznia 1941 roku). Od października 1940 roku „Nicolò Zeno” wraz z 15. dywizjonem został przebazowany do Brindisi w związku z osłoną konwojów w Cieśninie Otranto po inwazji na Grecję.

#### 1941 rok

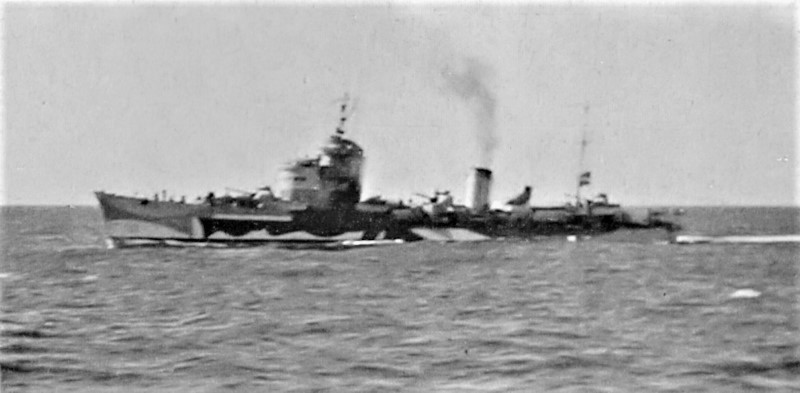
„Nicolò Zeno” pod koniec 1941 roku w kamuflażu Claudus

Między 19 a 24 kwietnia 1941 roku „Nicolò Zeno” osłaniał dwukrotnie operacje stawiania zagród minowych: S-11, S-12, S-13 przez krążowniki i niszczyciele w Cieśninie Sycylijskiej. 1 maja natomiast osłaniał krążowniki i niszczyciele stawiające zagrodę minową T na północ od Trypolisu. Między 4 a 5 maja wchodził z trzema krążownikami i czterema niszczycielami w skład dalszej osłony konwoju Victoria, składającego się z siedmiu statków, i wraz z niszczycielem „Antonio Pigafetta” atakował wykryty okręt podwodny. Według jednej z wersji, niszczyciele zatopiły wówczas na zachód od Spezii brytyjski okręt podwodny HMS „Usk”. Inne źródła jednak kwestionują to, podając, że „Usk” prawdopodobnie już 27 kwietnia zatonął na minie. W dniach 12, 16, 19 i 23 sierpnia „Nicolò Zeno” osłaniał jeszcze stawianie w Cieśninie Sycylijskiej zagród: S-41, S-42, S-43, S-44 przez pomocnicze stawiacze min „Reggio” i „Aspromonte”, przy czym niszczyciele stawiały wówczas ochraniacze zagród minowych.
Na początku października 1941 roku „Nicolò Zeno” sam dwa razy transportował żołnierzy do Bengazi w charakterze szybkiego transportowca. Ogółem w październiku i listopadzie odbył cztery takie rejsy transportowe. Między 19 a 21 listopada z powodzeniem eskortował krążownik pomocniczy „Citta di Palermo” transportujący wojsko do Bengazi. W dniach 26–30 listopada „Nicolò Zeno” ponownie sam transportował na pokładzie 80 ton benzyny w beczkach z Tarentu do Bengazi. 13 grudnia wypłynął w osłonie dużej operacji konwojowej M.41, która jednak została przerwana następnego dnia po storpedowaniu pancernika „Vittorio Veneto”. Między 16 a 20 grudnia wchodził w skład bezpośredniej eskorty trzech statków z Tarentu, w ramach dużej operacji konwojowej M.42, która zakończyła się pomyślnie. W tym czasie doszło do bitwy sił osłony z flotą brytyjską pod Syrtą. W drodze powrotnej jednak „Nicolò Zeno” miał kolizję ze statkiem „Vettor Pisani” i musiał być naprawiany do stycznia 1942 roku w Tarencie.

#### 1942 rok
W dniach 21-23 lutego 1942 roku „Nicolò Zeno” brał udział wraz z bliźniaczymi: „Ugolino Vivaldi” i  „Lanzerotto Malocello” w eskorcie statków płynących z Mesyny do Trypolisu podczas dużej operacji konwojowej K.7. W dniach 16-18 marca z tymi samymi niszczycielami z 14. dywizjonu eskortował na tej trasie konwój Sirio z dwóch statków. 14 czerwca 1942 roku wyszedł w składzie zespołu floty w celu przechwycenia brytyjskiego konwoju z Aleksandrii na Maltę (operacji Vigorous), lecz przed bitwą 15 czerwca musiał w nocy zawrócić do bazy z uwagi na awarię maszyn. Następnie powrócił do eskortowania konwojów do Afryki. 18 września wraz z „Antonio da Noli” i „Freccia” uchronił konwój przed okrętem podwodnym, a w dniach 5-7 października doprowadził z „Folgore” i torpedowcem „Antares” do Bengazi tankowiec „Sestriere”, mimo ataków lotniczych. Dowódcą był wówczas komandor por. Angelo Lo Schiavo. Niszczyciel uczestniczył też w stawianiu zagród minowych na północ od półwyspu Bon w celu zmniejszenia niebezpieczeństwa dla szlaków transportowych ze strony okrętów brytyjskich: 13/14 października zagrody S-71, 29/30 października S-72, 3/4 listopada S-73, 7/8 listopada S-8, po czym 11/12 grudnia S-94.

#### 1943 rok i koniec służby
Od początku 1943 roku „Nicolò Zeno” razem z innymi niszczycielami transportował wojsko na pokładzie do Tunisu, gdzie broniły się wciąż wojska Osi, wywożąc do Włoch rannych i jeńców. Między 6 stycznia a 7 lutego odbył cztery takie rejsy, a do 22 lutego jeszcze jeden. W nocy na 28 lutego 1943 roku niszczyciele zostały wysłane w celu postawienia zagrody minowej S-101 w Cieśninie Sycylijskiej w okolicy Pantellerii. Doszło jednak wówczas do kolizji „Nicolò Zeno” z bliźniaczym niszczycielem „Antonio da Noli”, który z powodu awarii steru uderzył „Zeno” w burtę, na skutek czego doszło do zalania pierwszej maszynowni. „Nicolò Zeno” dopłynął do La Spezii, gdzie był remontowany od 15 marca.
15 sierpnia „Nicolò Zeno” został przydzielony do 16. dywizjonu niszczycieli, ale nadal pozostawał w remoncie. Po kapitulacji Włoch i zajęciu ich przez wojska niemieckie, z uwagi na niemożność ewakuacji został 9 września 1943 roku samozatopiony przez załogę, na płytkiej wodzie przy nabrzeżu stoczni marynarki w La Spezii. W 1946 roku prowadzono roboty przy podniesieniu okrętu. Oficjalnie został skreślony z listy floty 27 lutego 1947 roku. W 1948 roku został złomowany na miejscu.
We włoskiej służbie podczas wojny okręt 182 razy wychodził w morze i przepłynął 57 856 mil morskich, w czasie 3564 godzin. W tym 48 razy wychodził w celu osłony lub eskortowania statków, 19 razy na operacje minowania, 22 razy sam transportował żołnierzy i ładunki.